# ブルゴーニュ＝フランシュ＝コンテ地域圏
ブルゴーニュ＝フランシュ＝コンテ地域圏 （ブルゴーニュ＝フランシュ＝コンテちいきけん、フランス語: Bourgogne-Franche-Comté フランス語発音: [buʁɡɔɲ fʁɑ̃ʃ kɔ̃te]; アルピタン語: Borgogne-Franche-Comtât）は、フランスの地域圏。時に BFCと短縮して呼ばれる。かつてのブルゴーニュ地域圏とフランシュ＝コンテ地域圏が統合して2016年1月1日に発足した。

## 名称
ブルゴーニュ＝フランシュ＝コンテは、かつての地域圏の名称をアルファベット順に並べた単純な複合語である。この名称は新しい名称が国務院のデクレによって選ばれるまで使われ、その後は統合後の新地域圏議会において可決された名称が使われることになっている。

## 地理
フランス北東部に位置し、北をグラン・テスト地域圏、西をイル＝ド＝フランス地域圏およびサントル＝ヴァル・ド・ロワール地域圏、南をオーヴェルニュ＝ローヌ＝アルプ地域圏と接し、東部はスイスと国境を接している。
面積においては、フランス・メトロポリテーヌ内および海外の18地域圏中第6位である。スロバキア、スイス、エストニアの面積と等しい。

## 行政区画
| 名称                                                   | 人口(人) | 州都/主府/本部                     | 備考 |
| ------------------------------------------------------ | -------- | ---------------------------------- | ---- |
| コート＝ドール県 Côte-d'Or                             | 525,931  | ディジョン Dijon                   |      |
| ニエーヴル県 Nièvre                                    | 214,303  | ヌヴェール Nevers                  |      |
| ソーヌ＝エ＝ロワール県 Saône-et-Loire                  | 555,039  | マコン Mâcon                       |      |
| ヨンヌ県 Yonne                                         | 341,902  | オセール Auxerre                   |      |
| ドゥー県 Doubs                                         | 531,062  | ブザンソン Besançon                |      |
| ジュラ県 Jura                                          | 260,932  | ロン＝ル＝ソーニエ Lons-le-Saunier |      |
| オート＝ソーヌ県 Haute-Saône                           | 239,750  | ヴズール Vesoul                    |      |
| テリトワール・ド・ベルフォール県 Territoire de Belfort | 143,348  | ベルフォール Belfort               |      |